# Willie Dixon
Willie Dixon   (Vicksburg, 1 de juliol de 1915 - Burbank, 29 de gener de 1992) William James «Willie» Dixon, va ser un baixista, cantant, arranjador, compositor musical i productor musical de blues estatunidenc. També va fer una curta carrera com a boxador. Se l’ha anomenat «el poeta llorejat del blues» i «el pare del blues modern de Chicago», i se’l considera l’autor més important del gènere de la seva era atès que n'és autor de més de 500 cançons, essent-ne també una de les figures més influents de la segona meitat del segle xx.

## Biografia
Dixon va néixer l’1 de juliol de 1915 a Vicksburg, Mississipi. La seva mare Daisy Dixon regentava un restaurant al costat d’un barrelhouse on sovint hi tocaven blues, i on el jove Dixon va poder veure-hi actuar Charlie Patton – que havia estat mestre de Howlin’ Wolf – i la banda de Little Brother Montgomery. Així mateix, la mare també va ser una font d’inspiració per al seu futur com a lletrista, atès que escrivia poesia.
El jove Dixon va ser un adolescent díscol que s’escapava sovint de casa, fet que va propiciar topades amb la policia i diversos empresonaments. Tanmateix, això li va permetre comprendre què significava el blues per a la gent negra: una manera d’expressar-se i d’empoderar-se, un vehicle d’expressió per explicar el que els passava. Tot i això, el seu pas per la presó va ser dur. De la seva estada a la Harvey Allen County Farm li va quedar una sordesa d’una orella durant quatre anys a causa dels maltractament que li infligiren els guàrdies.
El 1936 abandona el Mississipi i pren el camí de Chicago fent autoestop. Fou allà on, atès que les seves aptituds físiques eren evidents, es va començar a dedicar a la boxa. El 1937 va guanyar l’Illinois State Golden Gloves dels pesos pesants en la categoria amateur i fins i tot va arribar a fer d’espàrring de Joe Lewis, campió professional dels pesos pesants. Tanmateix, la seva carrera fou curta i va acabar quan va ser estafat per un agent que no li va pagar un combat.
Sense moure’s de Chicago Dixon va explotar la seva faceta musical i va cantar en diversos grups de gospel. En l’ambient musical de la ciutat va conèixer Leonard Caston pianista i guitarrista de blues que li va construir el primer baix i amb qui va formar The Five Breezes, grup de jazz i blues amb el qual gravaria el seu primer àlbum.
Tanmateix, les desavinces amb l'exèrcit dels EUA el van tornar a conduir a la presó: Dixon es va negar a incorporar-se a files per anar a lluitar a la Segona Guerra Mundial i va ser castigat amb deu mesos de reclusió.
Acabada la Segona Guerra Mundial va formar un nou grup amb Caston, The Big Trio, que posteriorment s’anomenaria The Big Three. Amb aquest grup va gravar a Columbia Records i va tenir bastant èxit de públic. El 1951 se separaren i Dixon consolida la seva col·laboració professional a Chess Records, amb qui ja treballava a temps parcial, i que suposarà l'autèntic esclat com a artista musical. Dixon hi compondrà, farà de músic d’estudi tocant el contrabaix i hi produirà discos. El 1954 marca una fita essencial en la seva carrera com a compositor: crea «Hoochie Coochie Man» per a Muddy Waters, un èxit que s’acabarà convertint en un clàssic i en una de les peces més icòniques del gènere; a partir d’aquell moment Dixon es va convertir en el compositor estrella de la discogràfica i crearà temes per a diferents músics, amb una relació especialment fructífera amb Waters i també amb Howlin’ Wolf. Per a ells escriurà «Close To you», «I Just Want To Make Love To You», o «You Shook Me» i «Back Door Man», «Evil» o «Spoonful», respectivament. Totes aquestes – i d'altres cançons – van ser essencials per a la formulació del Chicago Blues i van ser recollides per la generació de músics britànics de la dècada dels 60 del segle xx, amb Eric Clapton al capdavant. És arran d’aquests anys fructífers i referencials que ell mateix arribarà a dir d’ell mateix: «Jo soc el blues».
Així mateix, i també a Chess, Dixon va participar com a baixista en les primeres gravacions de Chuck Berry, i alternaria amb alguna altra discogràfica, com Cobra Records – on va col·laborar amb Otis Rush, Buddy Guy o Magic Sam, col·laboració de la qual va sorgir el West Side Sound – o amb el seu segell propi, Ghana Records (1957).
Durant els anys seixanta Dixon va formar part dels American Folk Blues Festival, un festival de blues itinerant que reunia diverses estrelles del gènere i que va fer gira per un grapat de països europeus. El 1969 va formar un grup anomenat Chicago Blues All-Stars amb Johnny Shines, Sunnyland Slim, Walter Shakey Horton i Clifton James. Dixon hi tocava el baix i cantava.
Als anys setanta se li van manifestar alguns problemes de salut relacionats amb la diabetis que patia i li van haver d’amputar una cama. Tot i això, no va parar de treballar durant tota aquella dècada i la següent, i fins va aconseguir un Grammy pel seu àlbum Hidden Charms el 1988, com a millor enregistrament de blues tradicional; aquell mateix any Chess llançava Willie Dixon: The Chess Box, un disc doble en el qual es recollien un grapat dels temes més emblemàtics de Dixon interpretats pels artistes que els havien fet cèlebres. L'any següent, el 1989, Dixon va publicar la seva autobiografia, I am the blues. Tres anys després, el músic va morir d’un atac de cor a Burbank, Califòrnia. Va ser enterrat al Burr Oak Cemetery d’Alsip, Illinois. El 1994 va ser inclòs, pòstumament, al Rock and Roll Hall of Fame.
A banda de la música, als darrers anys de la seva vida, Dixon també es va dedicar a fer d'ambaixador del bluesi a fer de portaveu i representant dels intèrprets de blues, amb la fundació de la Blues Heaven Foundation, organització que treballa per preservar el llegat del blues i assegurar els drets dels músics de blues que van ser explotats en el passat. Ell mateix en deia: “El blues són les arrels i les altres músiques en són els fruits. Cal preservar vives les arrels, perquè representa uns fruits més bons. El blues són les arrels de tota la música americana. Mentre la música americana pervisqui, també ho farà el blues”.

## Discografia

### Àlbums
| Any  | Títol                                               | Segell           | Notes                                                                          |
| 1959 | Willie's Blues                                      | Bluesville       | Amb Memphis Slim                                                               |
| 1960 | Blues Every Which Way                               | Verve            | Amb Memphis Slim                                                               |
| 1960 | Songs of Memphis Slim and "Wee Willie" Dixon        | Folkways         |                                                                                |
| 1962 | Memphis Slim and Willie Dixon at the Village Gate   | Folkways         | En directe, amb Pete Seeger                                                    |
| 1963 | In Paris: Baby Please Come Home!                    | Battle           | Amb Memphis Slim, 1962                                                         |
| 1970 | I Am the Blues                                      | Columbia         | Amb els Chicago All Stars; també publicat amb DVD, 2003                        |
| 1971 | Willie Dixon's Peace?                               | Yambo            | Amb els Chicago All Stars                                                      |
| 1973 | Catalyst                                            | Ovation          |                                                                                |
| 1976 | What Happened to My Blues                           | Ovation          |                                                                                |
| 1983 | Mighty Earthquake and Hurricane                     | Pausa            |                                                                                |
| 1985 | Willie Dixon: Live (Backstage Access)               | Pausa            | Amb Sugar Blue and Clifton James, Montreux, 1985                               |
| 1988 | Hidden Charms                                       | Bug              | Guanyador d'un Grammy                                                          |
| 1988 | Willie Dixon: The Chess Box                         | Chess            | Selecció de temes de Dixon interpretats pels millors artistes de Chess Records |
| 1989 | Ginger Ale Afternoon                                | Varèse Sarabande | Banda sonora de la pel·lícula amb el mateix nom                                |
| 1990 | The Big Three Trio                                  | Legacy           | Enregistraments 1947–1952                                                      |
| 1993 | Willie Dixon's Blues Dixonary                       | Roots            | EAN: 8712177013760                                                             |
| 1995 | The Original Wang Dang Doodle: The Chess Recordings | MCA              | Enregistraments 1954–1990 (alguns inèdits)                                     |
| 1996 | Crying the Blues: Live in Concert                   | Thunderbolt      | En directe, amb Johnny Winter i la Chicago All Stars, Houston, 1971            |
| 1998 | Good Advice                                         | Wolf             | En directe, amb la Chicago All Stars, Long Beach, 1991                         |
| 1998 | I Think I Got the Blues                             | Prevue           |                                                                                |
| 2001 | Big Boss Men: Blues Legends of the Sixties          | Indigo (UK)      | En directe, Houston, 1971–72                                                   |
| 2008 | Giant of the Blues                                  |                  |                                                                                |

## Cançons
Willie Dixon va escriure una gran quantitat de cançons que han esdevingut famoses, i que han estat versionades per multitud d’artistes del blues i del rock:
- "Back Door Man" – Howlin' Wolf, The Doors, Grateful Dead, Shadows of Knight, Bob Weir
- "Big Boss Man" – Jimmy Reed, Elvis Presley, Grateful Dead, Jerry Lee Lewis, Vargas Blues Band
- "Bring It on Home" – Sonny Boy Williamson II (Rice Miller), Led Zeppelin, Van Morrison
- "Built for Comfort" – Howlin Wolf, Canned Heat, UFO
- "Crazy For My Baby" – Little Walter, Charlie Musselwhite
- "Close to You" – Muddy Waters, Stevie Ray Vaughan, The Doors, Sam Lay, Rock Bottom
- "Diddy Wah Diddy" – Bo Diddley, Captain Beefheart, Manfred Mann
- "Do Me Right" – Lowell Fulson
- "Do the Do" – Howlin' Wolf
- "Don't Tell Me Nothin´" – Willie Dixon – utilitzada a la pel·lícula "El color dels diners"
- "Everything But You" – Jimmy Witherspoon
- "Evil" – Howlin' Wolf, Muddy Waters, Canned Heat, Captain Beefheart, Monster Magnet, Derek and the Dominos, Gary Moore, Cactus, The Faces, Steve Miller, Jeff Healey, Joe Bonamassa

- "Hidden Charms" – Howlin' Wolf
- "Hoochie Coochie Man" – Muddy Waters, Blue Cheer, Shadows of Knight, The Nashville Teens, Dion, The Allman Brothers Band, Alexis Korner, Steppenwolf, Motörhead, Eric Clapton, Jimi Hendrix, Jeff Healey
- "I Ain't Superstitious" – Howlin' Wolf, The Yardbirds, Grateful Dead, Megadeth, Jeff Beck
- "I Can't Quit You Baby" – Little Milton, Otis Rush, John Mayall & the Bluesbreakers, Led Zeppelin, Gary Moore
- "I Just Want To Make Love To You" – Muddy Waters, The Kinks, The Yardbirds, Shadows of Knight, Mungo Jerry, Grateful Dead, Foghat, The Rolling Stones, Etta James, Van Morrison, Paul Rodgers, Buddy Guy
- "I'm Ready" – Muddy Waters, Humble Pie, Buddy Guy, Aerosmith, Long John Baldry, Lucky Peterson
- "Insane Asylum" – Koko Taylor, Kathy McDonald & Sly Stone, Diamanda Galás, Asylum Street Spankers, The Detroit Cobras
- "I Love The Life I Live, I Live The Life I Love", Muddy Waters, Buddy Guy, Kenny Wayne Shepherd
- "I Want To Be Loved" – Muddy Waters, The Rolling Stones, Sean Costello
- "Let Me Love You Baby" – Buddy Guy, Stevie Ray Vaughan, Jeff Beck, Muddy Waters
- "Little Red Rooster" - Howlin' Wolf, Sam Cooke, The Rolling Stones, The Yardbirds, Grateful Dead, The Doors, Luther Allison, The Jesus and Mary Chain, Big Mama Thornton
- "Mellow Down Easy" – Little Walter, Paul Butterfield Blues Band, The Black Crowes, Carey Bell, ZZ Top
- "Million Dollar Baby" – Dizzy Gillespie
- "My Babe" – Little Walter, The Fabulous Thunderbirds, Spencer Davis Group, John P. Hammond, Bo Diddley, Muddy Waters, Othar Turner, The Rising Star Fire & Drum Band, North Mississippi Allstars
- "Pain In My Heart" – The Rolling Stones
- "Pretty Thing" – Bo Diddley, Pretty Things, Canned Heat
- "Seventh Son" – Willie Mabon, Mose Allison, Bill Haley, Johnny Rivers, Sting, Climax Blues Band, Long John Baldry
- "Sin And City" – Buddy Guy
- "Shake For Me" - Stevie Ray Vaughan

- "Spoonful" - Howlin' Wolf, Muddy Waters, Bo Diddley, Shadows of Knight, Dion, Paul Butterfield, Cream, Canned Heat, Grateful Dead, Ten Years After, Willie King & the Liberators, The Who, The Rats, Ronnie Wood
- "The Same Thing" – Muddy Waters, George Thorogood, The Allman Brothers Band, Sue Foley
- "Third Degree" – Eddie Boyd, Eric Clapton, Leslie West
- "Too Many Cooks" – Buddy Guy, Robert Cray
- "Walkin' The Blues" – Muddy Waters, Eric Clapton, John Kay
- "Wang Dang Doodle" – Koko Taylor, Howlin' Wolf, Grateful Dead, Savoy Brown, PJ Harvey, Rufus Thomas, The Pointer Sisters
- "You Can't Judge A Book By Looking At Its Cover" – Bo Diddley, Shadows of Knight, Cactus, The Yardbirds, Beat Farmers, The Fabulous Thunderbirds, Tim Hardin, The Merseybeats, Elliott Murphy, Long John Baldry, The Monkees, Eric Clapton, Roy Buchanan, Le Petit Ramon, Kenny Wayne Shepherd.
- "You Know My Love" – Otis Rush, Colin James
- "You'll Be Mine" – Howlin' Wolf, Stevie Ray Vaughan
- "You Need Love" – Muddy Waters
- "Whole Lotta Love" – Led Zeppelin. La cançó de Led Zeppelin "Whole Lotta Love" contenia frases de la cançó de Dixon "You Need Love". Però alhora també contenia frases originals de Robert Plant, i per això es va haver d'agregar Dixon als crèdits de la cançó després d'una demanda d'aquestn el 1985.
- "You Shook Me" – Muddy Waters, Jeff Beck Group, Led Zeppelin, B.B. King
- "Young Fashioned Ways" – Muddy Waters